# Station Jaunay-Clan
Station Jaunay-Clan is een spoorweghalte in de Franse gemeente Jaunay-Marigny.
Zij wordt bediend door treinen van het netwerk TER Nouvelle-Aquitaine op het traject Châtellerault - Poitiers.